# Pseudoeriosema andongense
Pseudoeriosema andongense là một loài thực vật có hoa trong họ Đậu. Loài này được (Baker) Hauman miêu tả khoa học đầu tiên.